# 1775: Der amerikanische Unabhängigkeitskrieg
1775: Der amerikanische Unabhängigkeitskrieg, im Original unter dem Namen 1775: Rebellion erschienen, ist ein kartengesteuertes Brettspiel der US-amerikanischen Spieleautoren Beau Beckett und Jeph Stahl. Es wurde im Jahr 2013 als zweiter Teil der Birth-of-America-Reihe bei Academy Games als Nachfolger von 1812: Der zweite amerikanische Unabhängigkeitskrieg veröffentlicht. Ebenfalls im Jahr 2013 folgte eine deutsche Lokalisierung durch den Schwerkraft-Verlag. Im Spiel spielen zwei bis vier Spieler den Amerikanischen Unabhängigkeitskrieg aus. Das Spiel dauert etwa 60 bis 120 Minuten und richtet sich an Einsteiger in die Konfliktsimulationen.

## Thema und Ausstattung
1775: Der amerikanische Unabhängigkeitskrieg ist eine Brettspielumsetzung des Amerikanischen Unabhängigkeitskriegs. Die bis zu vier Spieler übernehmen je eine Partei des Krieges, auf der einen Seite kämpft die Kontinentalarmee (blau) mit amerikanischen Milizen (weiß) gegen britische reguläre Einheiten (rot) und den Loyalisten (gelb) auf der anderen Seite. Jeder Spieler bewegt seine Truppen von einem Feld ins nächste, um möglichst viele Kolonien zu erobern. Alle vier Parteien müssen am Spiel teilnehmen. Sind weniger als vier Spieler dabei, übernimmt einer beide Parteien einer Seite. Zum Spielmaterial gehört:
- 1 Spielplan
- 1 Regel- und Szenarioheft
- 205 Einheiten-Steine aus Holz
- 16 Schlachtwürfel
- 54 Karten
- 1 Rundenmarker
- 16 doppelseitige Kontrollmarker
- 4 Spielzug-Marker mit Stoffbeutel

## Spielweise

### Aufbau
Der Spielplan zeigt die 13 amerikanischen Kolonien, die wiederum jeweils in mehrere Felder aufgeteilt sind. Auf den Feldern auf dem Spielbrett sind kleine Vierecke aufgedruckt, die die Starteinheiten für alle vier Parteien für die 1775-Kampagne angeben: Für die Amerikaner die amerikanische Kontinentalarmee in blau und die Milizen in weiß, für den anderen Spieler die britischen regulären Truppen in rot und die Loyalisten in gelb. Die Indianer haben außerdem grüne Truppen, die auf dem Spielplan verteilt werden. Indianer sind, solange sie allein auf einem Feld stehen, neutral und schließen sich immer dem Spieler an, der ihr Feld betritt. Über Ereigniskarten kann der Amerikaner zudem französische Hilfstruppen ins Spiel bringen, die mit lila Steinen dargestellt werden, der Brite kann orange Hessen-Truppen ins Feld schicken. Es gibt auch noch die Möglichkeit eines weiteren Szenarios, „Die Schlacht bei Quebec“, die Aufstellung dafür wird im Regelheft genannt.
Jede Partei mischt nach dem Aufbau des Spielplans ihr Kartendeck mit den von eins bis zwölf durchnummerierten Karten der eigenen Karten und zieht davon drei, von denen mindestens eine eine Bewegungskarte sein muss. Hat er nur Ereigniskarten auf der Hand, zeigt er diese vor und zieht nochmal drei. Da immer alle vier Parteien am Spiel teilnehmen müssen, ist es notwendig, dass bei weniger als vier Spielern mindestens einer mehrere Parteien spielt und daher auch die Decks getrennt voneinander hält. Die Karten mit den Zahlen größer als zwölf werden nicht für die 1775-Kampagne gebraucht, sondern nur für das „Die Schlacht bei Quebec“-Szenario.

### Spielablauf
Das Spiel gliedert sich in mehrere Runden, in der jeder Spieler nacheinander einen Spielzug durchführt, der wiederum in vier Phasen gegliedert ist. In den beiliegenden Stoffbeutel werden die vier Spielzug-Marker gelegt, von denen einer gezogen wird. Je nachdem welche Farbe dieser hat, beginnt diese Partei mit ihrem Zug. Ein Spielzug gliedert sich in die folgenden vier Phasen: Einberufungs-, Bewegungs-, Schlacht- und Nachziehphase.
Einberufungsphase
In der Einberufungsphase bringt jede Partei neue Armeen auf das Spielbrett, die vom Spieler in einem Stadtgebiet, das in einer von seiner Seite kontrollierten Kolonie liegen muss, platziert wird. Die Anzahl der Armeen pro Phase und Partei ist auf vier beschränkt. Befinden sich im Vorrat der Partei nicht mehr genug Steine, nimmt der Spieler nur noch die vorhandenen. Ebenfalls darf jeder Spieler in dieser Phase seine geflohenen Einheiten neu rekrutieren und ins Spiel bringen. Es ist möglich, in der ersten Phase Ereigniskarten auszuspielen, wenn diese es erlauben.
Bewegungsphase
Jede Partei darf pro Runde nur eine Bewegungskarte ausspielen. Auf dieser steht die Anzahl der Armeen, die man bewegen darf und um wie viele Felder diese bewegt werden dürfen. Eine Armee gilt als Gruppe von Einheiten, die sich im selben Feld aufhalten. Dies dürfen auch durchaus verbündete Einheiten der Mitspieler sein, wenn der jeweilige Spieler einverstanden ist. Während der Bewegung dürfen keine zusätzlichen Truppen aufgenommen oder zurückgelassen werden. Der Spieler der amerikanischen Regulären darf also die amerikanischen Milizen in seinem Zug bewegen, wenn in dieser Armee mindestens eine seiner eigenen Truppen vorhanden ist. Truppen dürfen nicht mehrfach pro Zug bewegt werden, es sei denn, dies wird durch eine Ereigniskarte explizit erlaubt. Auf der Karte sind außerdem mehrere Wassergebiete die, durch besondere Bewegungskarten, überquert werden können. Um einen Kampf vorzubereiten, bewegt man sich in dieser Phase in das jeweilige Feld mit gegnerischen Einheiten rein.
Es gibt außerdem zusätzlich zur Bewegungskarte auch die Möglichkeit Ereigniskarten zu spielen, die besondere Vorteile bieten. Karten legen fest, in welcher Phase sie gespielt werden und wirken. Es ist durchaus möglich alle drei Karten auszuspielen, etwa wenn zwei Ereigniskarten darunter sind. Außerdem hat jede Partei eine Waffenstillstandskarte. Sobald mindestens eine Seite alle ihre Waffenstillstandskarten gespielt hat, endet das Spiel am Ende der Runde. Bis auf die Waffenstillstandskarte werden alle ausgespielten Karten aus dem Spiel entfernt.
Schlachtphase
Wenn gegnerische Truppen im selben Gebiet stehen, werden in dieser Phase Schlachten ausgespielt. Dafür hat jede Partei entweder zwei oder drei eigene Würfel mit eigenen Kombinationen aus Treffer-, Flucht, und Bewegungsergebnissen. Von diesen nimmt der Spieler höchstens so viele, wie er Truppen in die Schlacht entsendet. Der Spieler, der das Gebiet betreten hat, darf zuerst würfeln. Für jeden Treffer, den er würfelt, muss der Gegner eine Truppe seiner Wahl entfernen. Sind Truppen mehrerer befreundeter Parteien an der Schlacht beteiligt, können diese sich absprechen, welche der Truppen entfernt wird. Würfelt der Spieler hingegen ein Fluchtergebnis, muss er eine seiner eigenen Truppen vom Feld ins Fluchtfeld seiner Seite bewegen und darf diese erst in der nächsten Einberufungsphase wieder aufs Spielbrett setzen. Würfelt er ein Bewegungsergebnis, darf er eine seiner Truppen in ein angrenzendes, befreundetes Feld bewegen. Dies muss entweder ein feindliches Feld sein, auf dem befreundete Truppen stehen oder ein nicht feindlich besetztes eigenes Feld sein. Steht keins zur Verfügung, darf er die Truppe nicht wegbewegen. Außerdem darf er nicht über Wasser flüchten. Es wird abwechselnd gewürfelt, bis nur noch Truppen einer Seite übrig bleiben. Haben beide Spieler Indianer in ihren Reihen, fliehen davon so viele, bis nur noch einer oder keiner welche hat. Es ist auch in dieser Phase möglich Ereigniskarten auszuspielen, wenn diese es erlauben. Damit eine Kolonie von einem Spieler kontrolliert wird, dürfen keine gegnerischen Truppen vorhanden sein. Auch indianische Truppen, die neutral sind, verhindern die Kontrolle. Erst wenn ein Spieler seine eigenen Truppen in ein von Indianern kontrolliertes Feld hineinbewegt hat, schließen sich diese demjenigen an und der Spieler erhält gegebenenfalls die Kontrolle über die Kolonie. Kontrollierte Kolonien werden mit einem Kontrollmarker dargestellt.
Nachziehphase
In dieser Phase zieht jeder Spieler seine Handkarten auf drei Karten nach. Hat er nicht mindestens eine Bewegungskarte, zeigt er seine drei Karten vor, mischt den Stapel und zieht drei neue. Anschließend wird der nächste Spielzug-Marker gezogen und der nächste Spieler ist an der Reihe.

### Spielende
Das Spiel endet frühestens nach Runde drei, wenn mindestens eine Seite alle ihre Waffenstillstandskarten ausgespielt hat. Nachdem alle Spieler ihren Zug ausgeführt haben und die aktuelle Runde zu Ende gespielt wurde, wird die Anzahl der Kontrollmarker gezählt und miteinander verglichen. Welche Seite die meisten Kolonien kontrolliert, gewinnt das Spiel. Das Spiel kann auch unentschieden ausgehen.

## Entwicklung und Rezeption
Das Spiel 1775: Der amerikanische Unabhängigkeitskrieg wurde 2013 vom US-amerikanischen Verlag Academy Games veröffentlicht und als zweiter Teil der Birth of America-Reihe konzipiert. Im Vergleich zum ein Jahr vorher veröffentlichten Vorgänger, 1812: Der zweite amerikanische Unabhängigkeitskrieg, gilt 1775 als weniger strategisch und schneller, da die Spieler direkt im Spielgeschehen starten. Das Spiel beginnt direkt mit Feindkontakt, während beim Vorgänger die ersten Runden verbracht wurden, seine Truppen in Stellung zu bringen. Das Spiel wurde ebenfalls 2013 durch den Schwerkraft-Verlag auf Deutsch veröffentlicht. Das Spiel erschien außerdem ebenfalls 2013 auch auf Französisch und Spanisch. Im August 2017 wurde zudem eine Computerumsetzung der beiden Spiele 1812 und 1775 veröffentlicht.
Als dritter Teil der Birth of America-Reihe ist außerdem noch das Spiel 1754: Conquest – The French and Indian War erschienen, das bislang noch nicht auf Deutsch veröffentlicht wurde. Eine deutsche Version wurde 2017 über eine Crowdfunding-Kampagne realisiert und wird für 2018 erwartet.
Die Birth of America-Reihe ist ein Vertreter der Konfliktsimulationen, richtet sich aber eindeutig an Einsteiger und Neulinge dieser Spiele, da die Regeln sehr übersichtlich und einfach gehalten sind.